# أرطغرل 1890
أرطغرل 1890 هو فيلم من نوع تاريخي ‏ ودراما أُصدر في 13 نوفمبر 2015. الفيلم من توزيع شركة توي، وهو من إخراج Mitsutoshi Tanaka ‏.

## القصة
تقع أحداث الفيلم في اليابان.

## طاقم التمثيل
- Yu Tokui [الإنجليزية]‏
- Shunsuke Daito [الإنجليزية]‏
- كنان إيجى
- اوجور بولات
- كاتسوما شينوري
- Seiyō Uchino [الإنجليزية]‏
- Alican Yücesoy [الإنجليزية]‏
- محمد أوزغور

## الإنتاج
موسيقى الفيلم التصويرية كانت من تأليف ميتشيرو أوشيما.

## وصلات خارجية
- أرطغرل 1890 على موقع IMDb (الإنجليزية)
- أرطغرل 1890 على موقع روتن توميتوز (الإنجليزية)
- أرطغرل 1890 على موقع فيلمافينيتي (الإسبانية)
- أرطغرل 1890 على موقع قاعدة بيانات الفيلم (الإنجليزية)
- أرطغرل 1890 على موقع ليتربوكسد (الإنجليزية)
- أرطغرل 1890 على موقع كينوبويسك (الروسية)